# Барабой Абрам Зіновійович
Абра́м Зіно́війович Барабо́й (нар. 5 лютого 1902, Томашпіль — пом. 15 квітня 1983, Київ) — український радянський історик, доктор історичних наук з 1966 року. Батько онколога Вілена Барабоя.

## Біографія
Народився 5 лютого 1902 року в містечку Томашполі (тепер селище міського типу у Вінницькій області, Україна). 3 1915 року — робітник Одеської сірникової фабрики. У 1918 році екстерном склав екзамени за 8 класів загальноосвітньої школи. З 1919 року — викладач історії в навчальних закладах середньої освіти. 1936 року закінчив історичний факультет Київського державного університету і вступив до аспірантури по кафедрі історії України. 1939 року захистив кандидатську дисертацію на тему «Причини приєднання України до Росії у 1654 році». У 1938—1941 роках — доцент кафедри історії СРСР Київського державного університету.
Брав участь у німецько-радянській війні. У 1941—1946 служив у Червоній армії, був офіцером-політпрацівником, викладав у танковому училищі. Нагороджений медаллю «За перемогу над Німеччиною».
У 1946—1947 роках — завідувач кафедри історії СРСР Омського педагогічного інституту. У 1947–1951 роках — доцент кафедри марксизму-ленінізму Київського сільськогосподарського інституту, у 1951–1952 — доцент кафедри марксизму-ленінізму Київського відділення Всесоюзного заочного політехнічного інституту, у 1952–1953 роках — викладач історії КПРС на Київських курсах іноземних мов.
У 1953—1954 роках — молодший науковий співробітник, у 1954—1959 роках — старший науковий співробітник відділу археографії, у 1959—1962 роках — старший науковий співробітник відділу допоміжних історичних дисциплін Інституту історії АН УРСР. З 1962 року — на пенсії.
У 1966 році в Інституті історії АН УРСР захистив докторську дисертацію на тему «Правобережна Україна у передреформений період: Нариси соціально-економічного розвитку, селянського і різночинного революційного руху».
Помер у Києві 15 квітня 1983 року.

## Наукова діяльність
Досліджував історію визвольної війни українського народу у 1648—1657 роках, революційний рух селян і різночинної інтелігенції у 1840—1850-х роках на Правобережній Україні. Опублікував понад 30 наукових статей у збірниках, журналах, близько 50 статей в Українській радянській енциклопедії.
Брав участь у підготовці
- 2-томної «Історії Української РСР»;
- документальної збірки «З історії утворення комнезамів на Україні» (Київ, 1958);
- «Радянське будівництво на Україні в роки громадянської війни (1919—1920 pp.)» (Київ, 1957);
- «Отмена крепостного права на Украине» (Київ, 1961) на інше.

Праці
- К вопросу о причинах присоединения Украины к России в 1654 / Историк-марксист. — 1939. — № 2;
- Історія СРСР: Методичний, посібник для студентіе-заочників історичних факультетів університетів і педагогічних інститутів. — Київ, 1940, 1941;
- Історія СРСР: Методичні вказівки для студентів-заочтіків педагогічних шкіл. — Київ, 1940;
- Правобережная Украина в 1848 г. //Исторические записки. — 1950. — Том 34;
- Харьковско-киевское тайное революционное общество 1856—1860 годов. // Исторические записки. — 1955. — Том 52;
- Селянський антикріпосницький руху Київській губернії у 1855 році. // Вісник АН УРСР. — 1957. — № 4;
- Радянське будівництво на Україні в роки громадянської війни // Збірка документів і матеріалів. Київ, 1957. Том 2;
- Розшарування і початок розкладу селянства Правобережної України в першій половині XIX століття // «Український історичний журнал». — I960. — № 4;
- Селянський рух і діяльність інтелігенції на Правобережній Україні напередодні реформи // «Український історичний журнал». 1965. — № 2;
- Революції і реформи в суспільному розвитку. — Київ, 1970.